# Statue de Baphomet
Pour les articles homonymes, voir Baphomet (homonymie).
La statue de Baphomet est une statue de bronze commandée à Mark Porter par Le temple satanique représentant Baphomet, un symbole humanoïde ailé à tête de bouc de l'occultisme. Dévoilée pour la première fois à Détroit en 2015, la statue mesure 2,6 m de haut, pèse plus de 1 400 kg et présente un pentagramme proéminent ainsi que deux jeunes souriants qui regardent la figure centrale assise. Les pétitions visant à exposer le Baphomet sur des terrains publics ont donné lieu à des arguments concernant la liberté de religion. La production de la statue et sa notoriété initiale sont présentées dans le documentaire Hail Satan?.